# Луций Касий Лонгин (претор 66 пр.н.е.)
Вижте пояснителната страница за други личности с името Луций Касий Лонгин.
Луций Касий Лонгин (на латински: Lucius Cassius Longinus) е политик и сенатор на Римската република, участник в заговора на Катилина.

## Биография
Произлиза от фамилията Касии, клон Лонгин. Син е на Луций Касий, споменат от Цицерон (в pro Cluent. 38).
През 66 пр.н.е. той е претор. През 63 пр.н.е. кандидатства да стане консул. Не успява да бъде избран и става привърженик на Луций Сергий Катилина и участва в неговия заговор. След разгромяването на заговора той е екзекутиран.